# Zwarte wespendief
De zwarte wespendief (Henicopernis infuscatus) is een vogel uit de familie van de havikachtigen (Accipitridae). De vogel werd in 1879 naar John Henry Gurney gestuurd door een relatie die op Nieuw-Brittannië verbleef en door Gurney in 1882 geldig beschreven.

## Kenmerken
De vogel is 50 cm lang. Het is een grote, zwaar gestreepte roofvogel die leeft in natuurlijk bos. De vogel is bijna zwart met opvallend witte strepen op de vleugels en de staart. 

## Verspreiding en leefgebied
Deze soort is endemisch in Nieuw-Brittannië, het grootste eiland van de Bismarck-archipel. De leefgebieden van de vogel liggen in tropisch bos in laagland. Door grootschalige ontbossing en de aanleg van oliepalmplantages is deze roofvogel kwetsbaar voor uitsterven.